# Hans Morgenthau
Hans Joachim Morgenthau (født 17. februar 1904 i Coburg i Bayern, død 19. juli 1980 i New York) var en tyskfødt amerikansk jurist og politolog. Han var en af det 20. århundredes ledende forskere i studiet af international politik, og bidrog med vigtige bidrag til teorier om mellemstatslige relationer og studiet af folkeretten. Hans Morgenthau og Edward Carr anses som grundlæggerne af realismen som retning indenfor international politisk teori, ligesom Morgenthau definerede begrebet om nationale interesser.
Hans Morgenthau underviste ved universiteterne i Frankfurt og Madrid, men udvandrede i 1937 til USA, hvor han 1943 blev professor ved University of Chicago. I 1948 udgav han Politics Among Nations: The Struggle for Power and Peace, der i flere årtier fungerede som lærebog ved faget ved amerikanske universiteter.